# Staffordshire and Worcestershire Canal
Staffordshire and Worcestershire Canal är en kanal i Storbritannien.   Den ligger i riksdelen England, i den södra delen av landet, 190 km nordväst om huvudstaden London.